# كمال عبد الحميد
كمال عبد الحميد صحفي وشاعر مصري، عمل صحفياً ومديراً للتحرير في العديد من الصحف والمجلات وصدرت له 7 أعمال أدبية هي: 4 دواويين شعرية، وكتاب مقالات، وكتاب نصوص، ومختارات شعرية باللغة الإنجليزية، وهي كالتالي: ديوان (تمام الجحيم) عام 2005 صدر عن المكتب المصري للمطبوعات بالقاهرة، كتاب مقالات بعنوان (لا يدخل الليل إلا وحيداً) عام 2006 عن المكتب المصري للمطبوعات بالقاهرة، مجموعة شعرية بعنوان (الوسيلة المتاحة للبهجة)عن دار الانتشار في بيروت عام 2008 . مجموعة شعرية بعنوان (عاطفة قاسية تلوّح بالعصا)عن دار الأدهم بالقاهرة عام 2014، مجموعة نصوص بعنوان (نظرة أخيرة على أصابعي)عن دار العين للنشر 2015، ومختارات شعرية باللغة الإنجليزية عن دار نشر ترافورد بأمريكا بعنوان Immortality with a Kiss on the Neck (الخلود بقبلة على الرقبة) في 2016. مجموعة شعرية بعنوان (ندمُ المشيئةِ.. ما دبَّرتُهُ لنفسى من نهاياتٍ) عن دار ميتافورا للنشر بالقاهرة عام 2023

## حياته
من مواليد قرية بندار الغربية مركز جرجا محافظة سوهاج بجنوب مصر عام 1965، أحد شعراء جيل الثمانينات في مصر، حصل على ليسانس الآداب قسم الصحافة عام1987 - عضو نقابة الصحفيين المصرية، عين بمؤسسة الأهرام بمجلة الشباب عام 1991، ثم أصبح عضواً بمجلس تحرير مجلة نصف الدنيا عام 1996، انتقل عام 1997 إلى دولة الإمارات العربية المتحدة حيث عمل مسؤولاً عن الدسك بمجلة زهرة الخليج من يناير 1997 وحتى يوليو 1999، في الوقت ذاته تولى الإشراف على القسم الثقافي بمجلة زهرة الخليج، وكلف بالإشراف على إصدار سلسة شهرية بعنوان كتاب زهرة الخليج في مايو 1999- انتقل بعدها للعمل مسؤولاً عن التحرير الصحفي في المكتب الإعلامي لحرم رئيس دولة الإمارات العربية المتحدة من يوليو 1999 وحتى مارس 2002- وضع التصورات الأولى لإصدار مجلة المرأة اليوم في أكتوبر1999،وأشرف على خطط تطويرها وتحويلها من مجلة شهرية إلى مجلة أسبوعية في الثالث والعشرين من أكتوبر 2001 - تولى منصب مدير تحرير مجلتي (المرأة اليوم)و(شباب اليوم) حتى استقالته في التاسع والعشرين من ديسمبر 2008 ثم عمل مديراً لمكتب مجلة روتانا في دبي عام2009 وانتقل منها عام 2010 إلى دسك المحليات بجريدة الخليج حتى تعاقده مع دار الصدى للصحافة والنشر عام 2011 حيث عمل بها عضواً بهيئة تحرير مجلة الصدى الأسبوعية حتى عام 2016. تعاقد للعمل محرر دسك رئيس بقسم الثقافة بجريدة الاتحاد بدولة الإمارات العربية المتحدة منذ عام 2017

## مؤلفاته
1. صدر له: ديوان (تمام الجحيم) عن المكتب المصري للمطبوعات عام 2005.
2. كتابه الثاني بعنوان (لا يدخل الليل إلا وحيداً) عام 2006 وأعيد نشره إلكترونياً على موقع.[2]
3. كتابه الثالث مجموعة شعرية صدرت في بيروت بعنوان (الوسيلة المتاحة للبهجة) 2008 عن.[3]
4. كتابه الرابع مجموعة شعرية بعنوان (عاطفة قاسية تلوّح بالعصا) عن دار الأدهم بالقاهرة عام 2014.
5. كتابه الخامس مجموعة نصوص بعنوان ( نظرة أخيرة على أصابعي ) عن دار العين للنشر بالقاهرة أكتوبر 2015.
6. كتابه السادس مختارات شعرية باللغة الإنجليزية بعنوان (Immortality with a Kiss on the Neck) (الخلود بقبلة على الرقبة) عن دار ترافورد للنشر في أمريكا- فبراير 2016
7. كتابه السابع مجموعة شعرية بعنوان (ندمُ المشيئةِ.. ما دبَّرتُهُ لنفسى من نهاياتٍ) عن دار ميتافورا للنشر بالقاهرة عام 2023